# Al-Uddeisa
Al-Uddeisa (àrab: العديسة, al-ʿUddaysa) és una vila palestina de la governació d'Hebron, a Cisjordània, situada 4 quilòmetres a l'est d'Hebron, integrada a la ciutat de Sa'ir. Segons l'Oficina Central Palestina d'Estadístiques tenia 1.474 habitants el 2006. Les instal·lacions d'atenció primària de salut del poble són designades pel Ministeri de Salut com a nivell 1.

## Història
En 1883 el Survey of Western Palestine del Fons per a l'Exploració de Palestina hi va trobar «fonaments, eixos de pilar i una gran cisterna envoltada.» Aleshores era anomenada Khurbet al Addeisiyeh, que vol dir «La ruïna dels camps de llenties».